# The Green Box - Kunst Editionen
The Green Box - Kunst Editionen ist ein international tätiger Kunstbuchverlag mit Sitz in Berlin.
Der Verlag wurde 2005 durch die Gestalterin Anja Lutz und den Kunsthistoriker Axel Lapp gegründet.
Schwerpunkt des Verlagsprogramms bilden Publikationen zu Themen der Fotografie und der zeitgenössischen Kunst, die in besonders enger Zusammenarbeit mit den Künstlern entstehen und individuell ausgestattet sind. Mehrere Publikationen des Verlages wurden im Wettbewerb um die schönsten deutschen Bücher der Stiftung Buchkunst ausgezeichnet.
Das wohl bekannteste Buch des Verlages ist das 2008 erschienene Bilderbuch der DADA-Künstlerin Hannah Höch aus dem Jahr 1945.
Viele Bücher sind in Zusammenarbeit mit Institutionen wie dem Kunsthaus Baselland, der Berlinischen Galerie oder dem Museum für Moderne Kunst in Frankfurt am Main entstanden.

## Werke
Zu den Künstlern, Designern, Architekten und Fotografen, über die bzw. über deren Werke Bücher bei The Green Box veröffentlicht wurden, zählen unter anderem:
| - David Armstrong Six - Lene Berg - Marc Bijl - Paolo Bottarelli - Sonia Boyce - Angela Bulloch - Alexine Chanel - Paolo Chiasera - Daniel Gustav Cramer - Nick Crowe - Lucile Desamory | - Jorn Ebner - Loretta Fahrenholz - Omer Fast - Holger Friese - Ryan Gander - Monica Germann & Daniel Lorenzi - Eiko Grimberg - Romeo Grünfelder - Oliver Hartung - Bertram Haude - Jeanne van Heeswijk | - Hannah Höch - Maarten Janssen - Annette Kiesling - Edgar Leciejewski - Antonia Low - Emanuel Mathias - Reiner Maria Matysik - J. Mayer H. - Alexej Meschtschanow - Jana Müller - Uriel Orlow | - Jochen Plogsties - Cornelia Renz - Julian Rosefeldt - Claudia Schötz - Jens Schubert - Costa Vece - Clemens von Wedemeyer - Frauke Wilken |